# Ivar Stukolkin
Ivar Stukolkin, né le 13 août 1960 à Tallinn (RSS d'Estonie), est un nageur soviétique, spécialiste des courses de nage libre.

## Carrière
Ivar Stukolkin est champion olympique du relais 4×200 mètres nage libre et médaillé de bronze du 400 mètres nage libre aux Jeux olympiques de 1980 à Moscou.
Il est vice-champion du monde du relais 4×200 mètres nage libre aux championnats du monde de natation 1982.